# Aszarja
Aszarja Szamal kilencedik ismert királya. Palotaforradalom révén került trónra, melynek során Barszurt meggyilkolták, a trónörökös, Panamuva pedig Asszíriába menekült. Aszarja rokonsága az uralkodóházzal nem ismert, lehetett egyszerű főember, Barszur közelebbi vagy távolabbi rokona, esetleg elődjének ifjabb fia is. A Panamuva-sztélé feltűnően hallgat Aszarja kilétéről, ezért akár az is feltehető, hogy nem Aszarja, hanem II. Panamuva volt a trónbitorló, és a sztélét éppen legitimitásának utólagos indoklására állította. Panamuva trónöröklési joga más egykorú forrásokban nem nyer megerősítést, de nem is cáfolja azt semmi.
Aszarja uralkodásának III. Tukulti-apil-ésarra i. e. 738-as hadjárata vetett véget, amelynek során Asszíria szinte a teljes észak-szíriai térséget bekebelezte. II. Panamuva így asszír vazallusként foglalta el a függetlenséget kivívó ükapja, Kilamuva trónját